# Херман Ебингхаус
Херман Ебингхаус (на немски: Hermann Ebbinghaus) е германски психолог, един от основателите на експерименталната психология и представител на асоциативната психология. Той е първият психолог, изследвал експериментално ученето и паметта, създава безсмислената сричка, която революционизира изучаването на асоциацията и ученето.

## Биография
Роден е на 24 януари 1850 година в Бармен (днес Вупертал), Германия. Става професор по философия в Университета в Бреслау. Организатор е (съвместно с А. Кениг) на списанието: „Списание за психологията и физиологията на сетивата“ (на немски: Zeitschrift für Psychologie und Physiologie der Sinnesorgane), обединяващо психолози, които не принадлежат към школата на Вилхелм Вунд.
Умира на 26 февруари 1909 година в Хале на 59-годишна възраст.

## Научна дейност
През 1905 година той работи по създаването на тест за довършване на изречения – може би първият имащ успех тест за висши умствени способности. Изследователските методи на Ебингхаус са обективни, експериментални и количествени чрез педантично наблюдение и запис. Неговите процедури поставят началото на данните върху изследванията на асоциацията и ученето, издържали проверката на времето. Кривата на Ебингхаус на запаметяването или забравянето демонстрира, че материалът бързо се забравя в първите няколо часа след заучаването и след това с течение на времето процесът се забавя.